# Фотометр

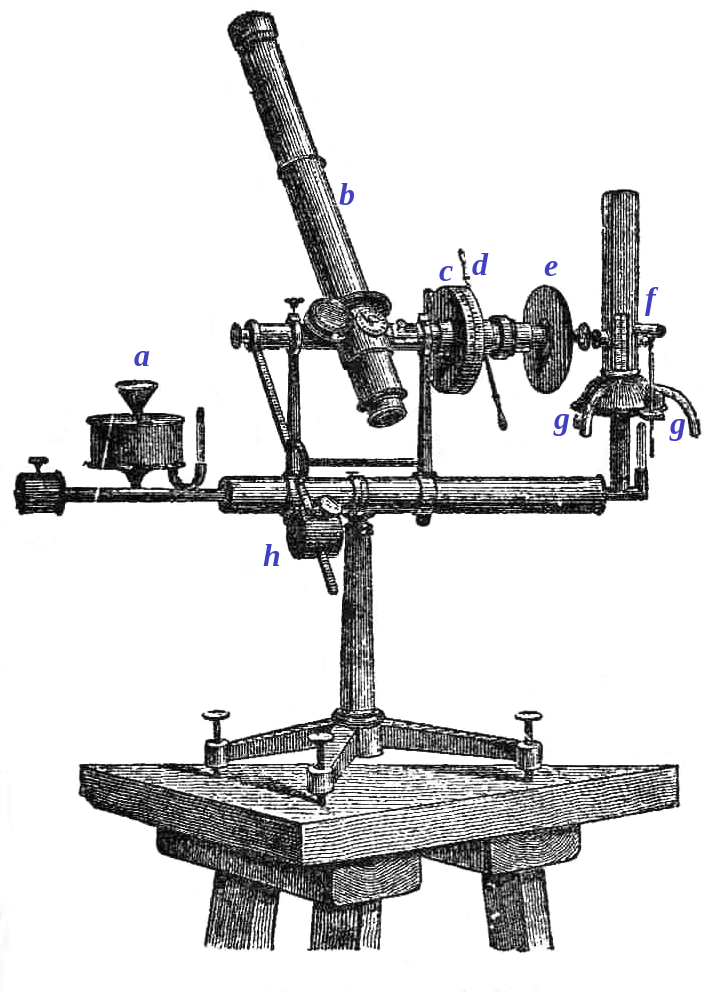
Фотометр Цельнера

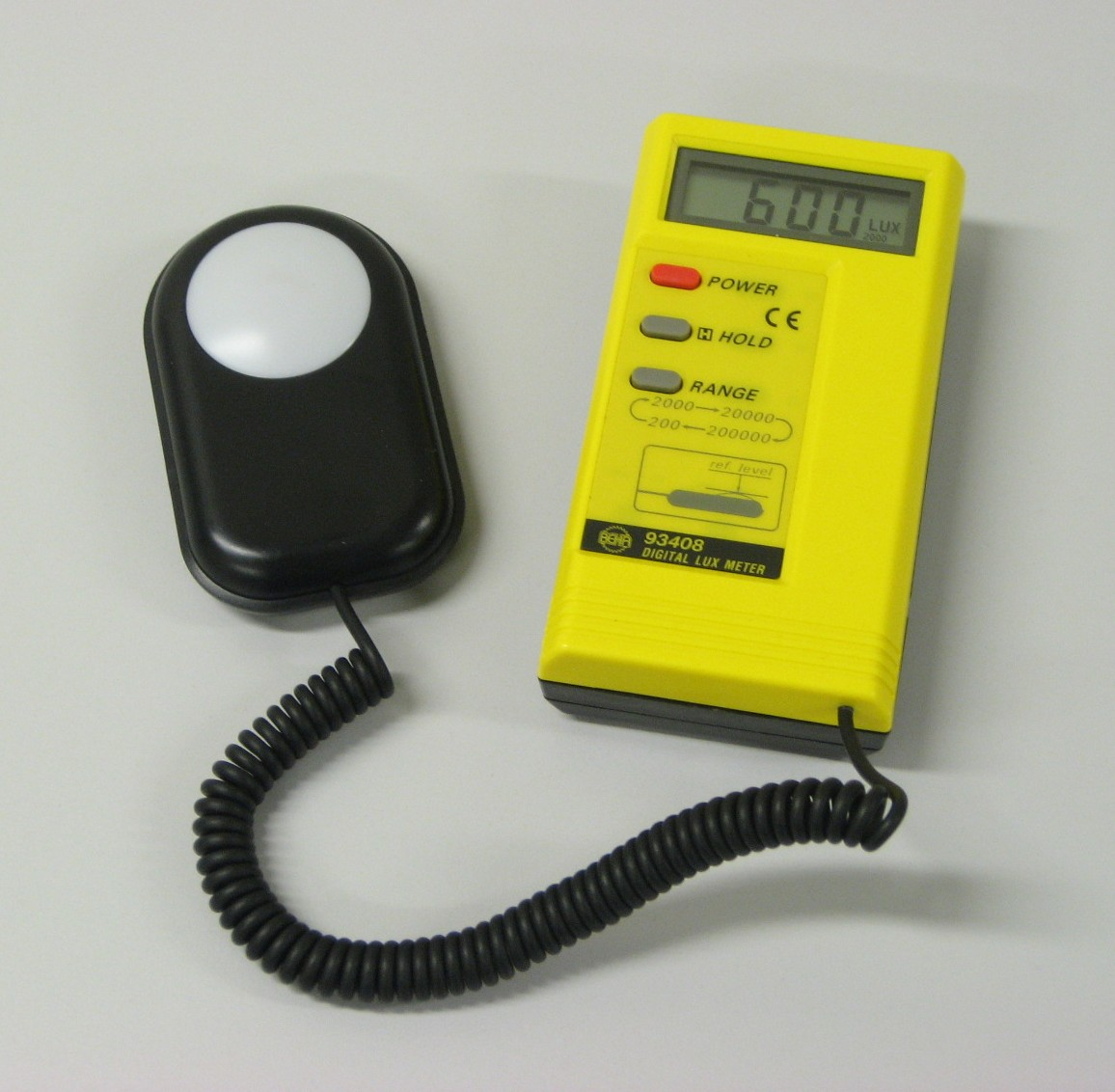
Люксметр

Фото́метр — прилад, призначений для вимірювання:
- фотометричних величин: освітленості, сили світла, світлового потоку, яскравості, коефіцієнта пропускання і коефіцієнта відбиття;
- величин, що характеризують ультрафіолетові і інфрачервоні випромінювання.

При використанні фотометра здійснюють певне просторове обмеження потоку випромінювання і реєстрацію його приймачем випромінювання із заданою спектральною чутливістю. Освітленість вимірюють люксметрами, яскравість - яскравомірами , світловий потік і світлову енергію - за допомогою фотометра інтегруючого . Прилади для вимірювання кольору об'єкта називають колориметрами .
Якщо як приймач використовується око, фотометри називаються візуальними, або зоровими, якщо ж застосовується який небудь фізичний приймач, фотометри називаються фізичними . Оптичний блок фотометра, іноді званий фотометричною головкою, містить лінзи, світлорозсіюючі платівки , редуктори світла, світлофільтри, діафрагми і приймач випромінювання.
Найчастіше в фотометрах з фізичними приймачами потік випромінювання перетворюється в електричний сигнал, реєстрований пристроями типу мікроамперметра, вольтметра і т.д. В імпульсних фотометрах застосовують реєструючі пристрої типу електрометра, запам'ятовуючого осцилографа, пікового вольтметра. У візуальному фотометрі рівність яскравостей двох полів порівняння, освітлюваних окремо порівнюваними світловими потоками, встановлюється оком, якє розташовується біля окуляра фотометричної голівки.
Фотометри знаходять широке застосування в лабораторній практиці. Наприклад, за допомогою фотометрів можна визначати спектр зразків, що дозволяє встановити їх хімічний склад. Особливий клас цих приладів - полум'яні фотометри - призначені для виявлення в зразках наявності лужних металів (літій, натрій, калій). Для цього зразок спалюється при високій температурі, а аналіз спектру полум'я за допомогою фотометра дозволяє виявити наявність лужних металів в зразку. Вирішити це завдання іншими способами набагато важче. У сучасних фотометрах світлове випромінювання зазвичай перетворюється в електричні імпульси, які реєструються за принципом вольтметра і амперметра і потім перетворяться в комп'ютерний формат.
Метод фотометрії — один з найпоширеніших і затребуваних методів хімічного аналізу. На фотометрі реалізується чи не половина всіх наявних методик.